# Représentations diplomatiques en Islande
Les représentations diplomatiques en Islande sont actuellement au nombre de 14. Il existe de nombreuses délégations et bureaux de représentations des organisations internationales et d'entités infranationales dans la capitale Reykjavik.

## Ambassades à Reykjavik
| - Canada - Chine - Danemark - Finlande - France - Allemagne - Inde | - Japon - Norvège - Pologne - Russie - Suède - Royaume-Uni - États-Unis |